# Paco Montesinos
Francisco Muñoz Montesinos (Murcia, Región de Murcia, 22 de noviembre de 1983), conocido deportivamente como Paco Montesinos, es un entrenador español. Actualmente dirige al Club Destroyer's de la segunda división de Bolivia.

## Trayectoria deportiva
Desde su infancia Montesinos compitió en clubes de fútbol base de la Región de Murcia, sin embargo, una grave lesión le obligó a alejarse de los terrenos de juego, pasando a convertirse en técnico deportivo. Su debut como entrenador de un combinado senior fue en 2011 en la  EDMF Churra donde permaneció durante dos campañas. Tras su paso por el conjunto churrero, en 2013 se embarcó en un nuevo proyecto con el AD Rincón de Seca para en 2015 fichar por el ADCB Puente Tocinos.
Sus campañas llamaron la atención de clubes de categoría superior y en 2016 el técnico murciano recaló en el Olímpico de Totana de la Tercera División de España. En julio de 2019 toma las riendas del Alcantarilla Fútbol Club  ascendiendo al conjunto rojiblanco de categoría a  Preferente Autonómica.
En septiembre de 2020 el fútbol internacional llama a la puerta del técnico murciano de la mano del CE Carroi para entrenar al cuadro morado en la Primera División de Andorra, con el que fue líder de la categoría en el primer tramo de la competición andorrana siendo considerado el club revelación de la primera vuelta del campeonato liguero en la élite del fútbol andorrano.
Una vez finalizado el contrato que lo vinculaba en el CE Carroi con el que logró la salvación del club morado en Primera División de Andorra, en mayo de 2021 se anunció que dirigiría al HornbillFC de I-League 2nd División, segunda división de la India.
Para principios de agosto del mismo año el Lorca Fútbol Club informó a través de sus medios oficiales que Paco Montesinos sería el nuevo entrenador del club lorquino de cara a la temporada 2021/2022. Paco dirigiría al club lorquino hasta su desaparición en febrero de 2022.
El 18 de marzo de 2022, se convierte en entrenador de la Unió Esportiva Sant Julià de la Primera División de Andorra. finalizando esa campaña en el tercer puesto de la liga, consiguiendo la mejor racha de puntos en la liga desde su llegada. Da por finalizada su etapa en Andorra, ya que decide no renovar por la Unió Esportiva Sant Julià esperando proyectos futuros.
Para la temporada 2022/2023, en el mercado invernal, ficha por el Montecasillas FC de la Preferente Autonómica de la Región de Murcia que se encontraba en puestos de descenso, revirtiendo la situación por la que pasaba el equipo, realizando un pleno de victorias para finalizar la competición de liga en segunda posición, y tras superar el play off ante el CD Algar conseguir el ascenso a Tercera Federación, tratándose además del sexto ascenso en la carrera del técnico.
El 23 de enero de 2024 el Club Atlético Cotoca Real América de Bolivia  anunció en sus redes sociales la contratación del técnico murciano con un proyecto de ascender a la máxima categoría de Bolivia.
El 9 de abril el entrenador rescindió su contrato con el club de mutuo acuerdo por motivos personales.
El 23 de abril de 2024 el  Club Destroyer's presentó al técnico español como nuevo entrenador para afrontar el resto de la temporada en liga regular además de la Copa Simón Bolívar 2024 (Bolivia).

## Clubes

### Como entrenador
| Club                              | País    | Año         |
| --------------------------------- | ------- | ----------- |
| EDMF Churra                       | España  | 2011 - 2013 |
| AD Rincón de Seca                 | España  | 2013 - 2015 |
| ADCB Puente Tocinos               | España  | 2015 - 2016 |
| Club Olímpico de Totana           | España  | 2016 - 2018 |
| Alcantarilla FC                   | España  | 2019 - 2020 |
| CE Carroi                         | Andorra | 2020 - 2021 |
| Hornbill FC                       | India   | 2021        |
| Lorca FC                          | España  | 2021 - 2022 |
| Unió Esportiva Sant Julià         | Andorra | 2022        |
| Montecasillas FC                  | España  | 2023        |
| Club Atlético Cotoca Real América | Bolivia | 2024        |
| Club Destroyer's                  | Bolivia | 2024        |